# 講談社エッセイ賞
講談社エッセイ賞（こうだんしゃエッセイしょう）はかつて講談社が主催し、1985年に創設されたエッセイを対象とした文学賞。以降年一回、毎年9月に講談社ノンフィクション賞と同時に発表され、受賞は選考委員の合議によって決定されていた。
2015年時点の選考委員は、岸本佐知子・酒井順子・東海林さだお・坪内祐三・林真理子の5名。
受賞者には正賞として記念品、副賞として100万円（2015年時点）が授与されていたが、2018年度をもって終了した。

## 受賞作一覧
- 第1回 （1985年） 野坂昭如 「我が闘争　こけつまろびつ闇を撃つ」 ・ 沢木耕太郎 「バーボン・ストリート」
- 第2回 （1986年） 吉行淳之介 「人工水晶体」 ・ 景山民夫 「One fine mess」
- 第3回 （1987年） 尾辻克彦 「東京路上探険記」
- 第4回 （1988年） 嵐山光三郎 「素人庖丁記」
- 第5回 （1989年） 永倉万治 「アニバーサリー・ソング」
- 第6回 （1990年） 早坂暁 「公園通りの猫たち」
- 第7回 （1991年） 伊藤礼 「狸ビール」  ・ 須賀敦子 「ミラノ　霧の風景」
- 第8回 （1992年） 柴田元幸 「生半可な学者」  ・ 出久根達郎 「本のお口よごしですが」
- 第9回 （1993年） 林望 「林望のイギリス観察辞典」  ・ 和田誠 「銀座界隈ドキドキの日々」
- 第10回 （1994年） 池内紀 「海山のあいだ」
- 第11回 （1995年） 東海林さだお 「ブタの丸かじり」  ・ 高島俊男 「本が好き、悪口言うのはもっと好き」
- 第12回 （1996年） 鹿島茂 「子供より古書が大事と思いたい」 ・ 関容子 「花の脇役」
- 第13回 （1997年） 米原万里 「魔女の一ダース」
- 第14回 （1998年） 六嶋由岐子 「ロンドン骨董街の人びと」
- 第15回 （1999年） 檀ふみ ・ 阿川佐和子 「ああ言えばこう食う」 ・ いとうせいこう 「ボタニカル・ライフ　植物生活」
- 第16回 （2000年） 四方田犬彦 「モロッコ流謫」
- 第17回 （2001年） 小池昌代 「屋上への誘惑」 ・ 坪内祐三 「慶応三年生まれ七人の旋毛曲り」
- 第18回 （2002年） 該当作なし
- 第19回 （2003年） 到津伸子 「不眠の都市」 ・ 関川夏央 「昭和が明るかった頃」
- 第20回 （2004年） 荒川洋治 「忘れられる過去」 ・ 酒井順子 「負け犬の遠吠え」
- 第21回 （2005年） アーサー・ビナード　「日本語ぽこりぽこり」
- 第22回 （2006年） 野崎歓「赤ちゃん教育」・福田和也「悪女の美食術」
- 第23回 （2007年） 青山潤「アフリカにょろり旅」・岸本佐知子「ねにもつタイプ」
- 第24回 （2008年） 立川談春「赤めだか」
- 第25回 （2009年） 青柳いづみこ「六本指のゴルトベルク」・向井万起男「謎の１セント硬貨」
- 第26回 （2010年） 長島有里枝「背中の記憶」・山川静夫「大向うの人々　歌舞伎座三階人情ばなし」
- 第27回 （2011年） 内澤旬子「身体のいいなり」・内田洋子「ジーノの家  イタリア10景」
- 第28回 （2012年） 平松洋子「野蛮な読書」
- 第29回 （2013年） 小川恵「銀色の月　小川国夫との日々」・永田和宏「歌に私は泣くだらう　妻・河野裕子 闘病の十年」
- 第30回 （2014年） 末井昭「自殺」
- 第31回 （2015年） ジェーン・スー「貴様いつまで女子でいるつもりだ問題」
- 第32回 （2016年） 横尾忠則「言葉を離れる」
- 第33回 （2017年） 小泉今日子「黄色いマンション　黒い猫」・穂村弘「鳥肌が」
- 第34回 （2018年） こだま「ここは、おしまいの地」・高橋順子「夫・車谷長吉」